# No Oblivion
No Oblivion es el segundo álbum de la superbanda No Devotion. El disco será lanzado a través de Equal Vision y Velocity Records el 16 de septiembre de 2022. Es el primer álbum de la banda que no presenta a los miembros anteriores Luke Johnson, Jamie Oliver y Mike Lewis, quienes abandonaron la banda. También es el primero de los lanzamientos de la banda que no fue lanzado por Collect Records, que cerró después de que la compañía rompiera los lazos con Martin Shkreli, quien se reveló como un inversionista silencioso en el sello.

## Lista de canciones
| N.º | Título                          | Duración |  |
| 1.  | «Starlings»                     | 3:55     |  |
| 2.  | «No Oblivion»                   | 4:11     |  |
| 3.  | «A Sky Deep and Clear»          | 4:48     |  |
| 4.  | «Love Songs from Fascist Italy» | 5:31     |  |
| 5.  | «The End of Longing»            | 5:04     |  |
| 6.  | «Endless Desire»                | 4:37     |  |
| 7.  | «Repeaters»                     | 4:59     |  |
| 8.  | «In a Broken Land»              | 4:27     |  |

## Personal
No Devotion
- Geoff Rickly - voces
- Lee Gaze - guitarra principal, coros
- Stuart Richardson - bajo, teclados, sintetizador, coros